# Selenographia sive Lunae descriptio

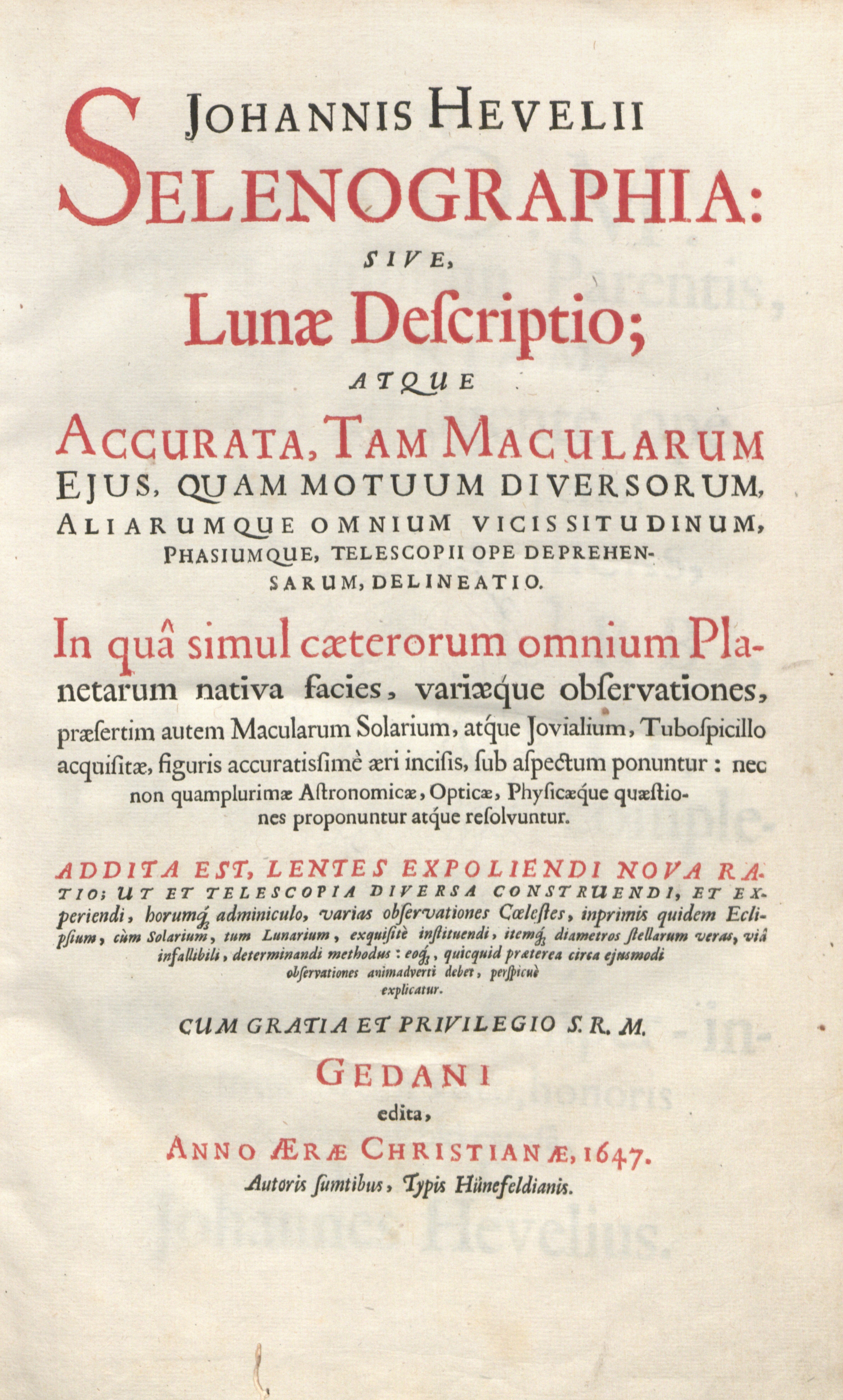
Caracterização da capa em sua obra original de 1647.

Selenographia, sive Lunae descriptio (lit. Selenografia ou uma descrição da Lua) é uma notável obra de Johannes Hevelius, criado no século XVII, em 1647. Neste trabalho, Hevelius refletiu a diferença entre seu trabalho e de Galileu Galilei, observando que a qualidade descrita por Galileu em Sidereus nuncius (1610) deixava a desejar. Esta obra foi dedicada ao rei Władysław IV Waza da Polônia. Atualmente o livro se encontra na Biblioteca Nacional da França.